# Éguilles
Éguilles (Agulha, em occitano) é uma comuna francesa na região administrativa da Provença-Alpes-Costa Azul, no departamento de Bocas do Ródano. Estende-se por uma área de 34,07 km². Em 2010 a comuna tinha 8 099 habitantes (densidade: 237,7 hab./km²).